# 2012년 동태평양 허리케인
2012년 동태평양 허리케인 (2012 Pacific hurricane season)은 동태평양에서 2012년에 발생한 허리케인들의 활동에 대해 기록한 문서이다. 동태평양 허리케인은 주로 5월 15일부터 11월 30일 사이에 발생한다. 5월 14일 제1호 열대폭풍 알레타를 시작으로, 2012년 동안 총 17개의 열대저기압, 17개의 열대폭풍, 10개의 허리케인, 5개의 메이저 허리케인이 발생했다. 중태평양에서는 열대 저기압이 발생하지 않았다.

## 통계
평균적으로 동태평양에서는 열대폭풍이 16개, 허리케인이 9개, 메이저 허리케인이 4개 발생한다. 올해에는 각각 17개, 10개, 5개가 발생하여 평균보다 약간 높은 수치를 기록하였다.
- 폭풍누적에너지는 약 98로, 평균 범위인 86 이상 135 미만 안에 들었다.
- 육지에 피해를 입힌 허리케인으로는 허리케인 칼로타와 허리케인 폴이 있다.
- 작년에 이어 중태평양에 열대 저기압이 발생하지 않았다.

## 활동한 허리케인

### 동태평양 (NHC)

#### 제1호 열대폭풍 알레타
5월 12일, 미국 국립 허리케인 센터에서 멕시코 아카풀코에서 남남서쪽으로 약 890 km 떨어진 곳에 위치한 열대 요란을 주시하기 시작했다. 그날 북서진하면서 5월 14일 새벽, 열대 요란은 제1호 열대저기압으로 지정될 정도로 발달하였다. 같은 날 더 발달하여 그 열대폭풍에 "알레타"(Aletta)라는 이름이 붙여졌다. 5월 16일, 열대폭풍 알레타는 최고풍속 45kt, 최저기압 1000hPa를 기록하였으나, 윈드 시어가 증가하고 건조한 공기가 유입되면서 같은 날 밤 열대저기압으로 약화되었고 대류활동이 둔해졌으며, 이동 방향을 서북서쪽으로 틀었다. 5월 17일 밤, 북쪽으로 틀면서 둔해진 대류활동이 활발해졌으나, 다음 날 북동쪽으로 방향을 틀면서 다시 서쪽과 남쪽의 대류활동이 완전히 사라졌다. 열대저기압 알레타는 5월 19일 대류활동이 거의 없는 상태에서 저기압으로 약화되어, 5월 21일 완전히 소멸하였다.

#### 제2호 메이저 허리케인 버드
5월 12일, 파나마 근처에서 저기압이 발생하였다. 이 저기압은 점차 발달했고, 5월 15일부터 미국 국립 허리케인 센터의 주시를 받게 되었다. 이 저기압이 서북서쪽으로 방향을 틀면서 대류가 활발해지는 등 크게 발달하였으나 5월 17일에 증가한 윈드 시어로 인해 약화되었고, 5월 20일에 다시 급격히 발달하면서 5월 21일 미국 국립 허리케인 센터는 이 저기압을 제2호 열대저기압으로 지정하였다. 그리고 다음날에는 열대폭풍 버드(Bud)로 발달하였다. 5월 23일부터는 급격히 발달하기 시작하여 5월 24일 오전 풍속 75kt를 기록하여 첫 번째 허리케인이 되었고, 오후에는 풍속 95kt를 기록하여 2등급 허리케인으로 발달하였고, 밤에는 100kt로 더 발달하여 첫 번째 메이저 허리케인이 되었다. 메이저 허리케인 상태로 버드는 멕시코에 영향을 주기 시작하였다. 5월 25일 새벽 다시 2등급 허리케인으로 약화되었고, 또 강한 윈드 시어가 작용하기 시작함으로써 급격히 약화되기 시작하였
다. 이 날 오후에는 멕시코 서부에 상륙하기 시작하면서 열대폭풍으로 약화되었고, 계속 약화되어 결국 5월 26일 새벽에 저기압으로 약화되어 소멸하였다.

#### 제3호 허리케인 칼로타
칼로타로 발생할 저기압은 6월 11일 파나마 바로 남쪽에 위치해 있을 때부터 주시되기 시작했다. 이 열대 요란은 계속 서진했고, 6월 13일 오후 6시(UTC)에는 발달한 저층 순환이 과테말라 수 백 킬로미터 남쪽에서 발달하였다. 6월 14일 오전 0시, 멕시코 와툴코 남남동쪽 460해리(850 km) 부근 해상에서 제3호 열대저기압이 발생하였다. 이 열대저기압은 중층 고기압의 남서쪽에 위치하여 서북서진에서 북서진으로 방향을 틀었다. 또한 수직 윈드 시어가 약해서, 6시간 후 열대폭풍 칼로타(Carlotta)로 발달하였다. 계속해서 발달하여, 칼로타는 6월 15일 오후 12시에 허리케인으로 지정되었다. 허리케인이 된 지 얼마 안 되어 급격한 발달을 시작했고, 9시간 후에 95 kt(175 km/h)의 풍속을 동반하게 되었다. 중앙아메리카 해안에 접근하면서 진로를 북북서쪽으로 틀었고, 이동 속도도 증가했다. 칼로타는 약간 약화한 뒤 6월 16일 오전 1시 멕시코 오아하카주에 상륙하였다. 그러나 멕시코의 지형적 영향으로 칼로타는 급격히 약화되었고, 6월 17일 오전 0시 저기압으로 약화되어 같은 날 소멸하였다.

칼로타로 인한 사망자는 3명이였다. 또한 피해액은 최소 1억 1천3백만 달러로 집계되었다. 

#### 제4호 메이저 허리케인 대니엘
허리케인 대니엘은 6월 20일 아프리카 서해상에 진출한 열대 파동으로부터 발생했다. 이 열대 파동은 대서양을 가로질러 6월 29일 중앙아메리카를 통과하였다. 이어 7월 1일, 테우안테펙 만의 남쪽에 저기압이 발생하였다. 계속 서진하면서 발달하였고, 7월 4일 오전 6시 멕시코 만사니요 남쪽 425해리 (785 km) 부근 해상에서 제4호 열대저기압으로 지정되었다. 계속 발달하여 7월 5일 오전 6시에 열대폭풍 대니엘(Daniel)로 발달하였다. 처음에는 동풍 시어의 영향을 받아 중심이 대류가 주로 이루어지는 곳의 동쪽에 위치해있었다. 그러나 시어가 약화되어 발달하기 좋은 환경에 위치하게 돼, 7월 7일 오전 0시에 허리케인으로 발달하였다. 동시에 허리케인의 눈이 생성되었다. 세기가 서서히 강해졌고, 7월 8일 최대풍속 100 kt, 최저기압 961 hPa로 최성기를 맞이하였다. 그러나 그 이후 수온의 하락과 안정된 대기로 인해 눈은 급격히 사라졌다. 대니엘은 계속 서진하며 약화되었고, 결국 7월 12일 오후 12시에 저기압으로 약화되었다. 7월 14일 기압골로 바뀌면서 소멸하였다.

#### 제5호 메이저 허리케인 에밀리아
허리케인 에밀리아의 열대 파동과 열대 수렴대(ITCZ)의 상호작용에 의해 발생했다. 6월 23일 열대 파동이 아프리카 서해상에 진출하여 며칠 동안 빠르게 서진했다. 6월 28일, 소안틸레스 제도에서 동쪽으로 약 900해리(약 1665 km) 떨어진 열대 파동에 저기압이 동반되었다. 이 저기압은 며칠 후에 소멸하였지만, 열대 파동은 계속 서진하여 7월 4일 동태평양 해상에 진출했다. 한편, 테우안테펙 만에서 남쪽으로 수백 km 떨어진 ITCZ 안에 열대 요란이 발생하였다. 7월 6일 이 열대 요란과 열대 파동이 합쳐져 7월 7일 오전 6시에 발달된 저기압이 발생하였다. 이 저기압은 계속 발달하여 같은 날 오후 6시에 멕시코 아카풀코에서 남남서쪽으로 약 430해리 (800 km) 떨어진 곳에 위치했던 저기압이 제5호 열대저기압으로 지정되었다.

6시간 후 열대저기압은 열대폭풍 에밀리아(Emilia)로 발달하였다. 주변 환경이 발달하기에 적합하여, 며칠 동안 급격히 발달하기 시작했다. 7월 8일 저녁, 허리케인의 눈 구조가 관찰되어, 7월 9일 오전 6시 허리케인으로 상향 조정되었다. 다음날에 최대 풍속 120 kt까지 발달하면서 최성기를 맞이하였다. 이후 24시간 동안 에밀리아는 최대 풍속 90 kt의 2등급 허리케인으로 약화되었다. 이 약화의 원인은 이중 눈벽 구조(double-eyewall structure)에 의한 것으로 추정된다. 이중 눈벽 구조가 사라지면서 다시 세력을 되찾았고 7월 12일 오전 0시 105 kt의 풍속으로 2차 최성기를 맞이하였다. 그 이후 수온이 낮고, 공기가 건조하고 안정된 곳에 진입하여 약화되었다. 허리케인의 눈은 7월 13일 오전 0시 완전히 구름으로 덮여 12시간 후 열대폭풍으로 약화되었다. 대류가 덜 활발해지면서 계속 약화되었고, 결국 7월 15일 오후 6시 저기압으로 약화되었다. 이후 계속 서진하면서 7월 18일 오전 0시 기압골로 더욱 약화되어 소멸하였다.

#### 제6호 허리케인 파비오
허리케인 파비오는 6월 27일 아프리카 서해상에 진출한 평범한 열대 파동으로부터 발생했다. 7월 5일 카리브 해 중부에 위치하고 있었을 때 대류가 증가하였고, 대류가 활발해진 이 열대 파동은 7월 7일 동태평양 해상에 진출했다. 동진하는 대기 켈빈파 (atmospheric Kelvin waves)에 의해 이 열대 파동이 발달하였고, 7월 9일에는 저기압이 발생하였다. 계속 발달하여 7월 12일 오전 0시 멕시코 만사니요에서 남쪽으로 약 350해리(650 km) 떨어진 곳에서 제6호 열대저기압이 발생하였다. 당시 열대저기압은 서북서진하고 있었다. 잠시 후, 열대저기압은 서쪽으로 방향을 틀면서 열대폭풍 파비오로 발달하였다. 이후 북동풍 시어에도 불구하고 급격히 발달하여 7월 13일에 허리케인으로 발달하였다. 7월 15일 오전 6시 95 kt의 풍속으로 최성기를 맞이한 후, 점점 낮아지는 수온에 의해 약화되는 경향을 보이기 시작했다. 7월 16일 미국 서해상에 위치한 중상층 기압골에 의해 아열대 고압대가 크게 갈라지면서 파비오는 북서쪽, 그리고 7월 18일에는 북쪽으로 방향을 틀었다. 한편 파비오는 7월 16일 저녁에 열대폭풍으로 약화되었고 7월 18일 오전에 열대저기압으로 약화되었다. 같은 날, 열대저기압 파비오는 멕시코 푼타 아우헤냐 (Punta Eugenia) 서남서쪽 345해리(640 km) 부근 해상에서 저기압으로 약화되어 7월 20일 소멸하였다.

#### 제7호 허리케인 길마
허리케인 길마는 7월 24일 아프리카 서부 해상에 진입하고 8월 2일 동태평양 해역에 진입한 열대 파동으로부터 발생했다. 8월 4일을 시작으로 뇌우 활동이 비약적으로 발달하여 (당시 동태평양을 횡단중이었던 대기 켈빈파 때문일 수도 있다) 8월 6일 닫힌 저층 순환이 관측되었다. 8월 7일 오전 6시, 저기압에 대류가 충분히 발생하여 멕시코 만사니요 서남서쪽 520해리(965 km) 부근 해상에서 제7호 열대저기압으로 지정되었다.
열대저기압은 낮은 윈드 시어의 영향으로 빠르게 발달하였다. 같은 날 오후 6시, 열대폭풍 길마(Gilma)로 발달하였고, 8월 8일 오후 6시에는 허리케인으로 발달하였다. 8월 9일 오전 6시에 이르러서는 풍속 70 노트로 최성기를 맞이하였다.
길마는 수직 시어의 강화와 수온의 감소로 8월 11일까지 북북서진하며 약화되었다. 오전 6시에는 거의 모든 대류가 사라졌고, 낮 12시에는 저기압으로 약화되었다. 이 저기압은 서-남서쪽으로 진행한 후 8월 14일 오전 0시 바하칼리포르니아반도의 남쪽 끝에서 서쪽으로 약 750해리(1390 km) 떨어진 곳에서 소멸하였다.

#### 제8호 열대폭풍 헥터
허리케인 어네스토가 8월 9일 멕시코에 상륙하면서, 저층 중심은 시에라마드레 산맥의 영향으로 소멸하였다. 그러나 중층 중심은 계속하여 서남서진하여 8월 10일 동태평양에 진입하였다. 대규모의 활발한 대류를 동반한 이 구름계에는 동풍 시어에 의해 8월 11일까지 저층 중심이 발생하지 않았다. 저층 중심이 발생하면서 더욱 발달하기 시작했고, 8월 11일 오후 12시 만사니요 남남서쪽 110해리(205 km) 부근 해상에서 제8호 열대저기압이 발생했다. 6시간 후 열대저기압은 열대폭풍 헥터(Hector)로 발달했다. 계속된 동풍 시어 속에서 헥터는 발달하여 8월 12일 풍속 45 노트로 최성기를 맞이하였다. 헥터는 이 세력을 6~12시간 동안 유지하고 강해지는 시어에 약화되기 시작했다. 며칠 동안 헥터는 서쪽 부분에서 일시적인 대류가 계속 발생하면서 35~40 노트의 세기를 유지하였다. 마지막으로 대류가 발생한 8월 14일 오전, 헥터는 약화되면서 남서쪽, 그리고 남쪽으로 방향을 틀었다. 8월 15일, 바하칼리포르니아반도 서쪽의 중상층 저기압이 헥터 북쪽의 기압마루를 침식시켜 헥터가 하룻동안 북진하였다. 시어와 점차 감소하는 해수면 온도는 같은 날 오후 12시 헥터를 열대저기압으로 약화시켰다. 계속 일시적인 대류가 발생하긴 했으나, 24~25°C의 수온으로 인해 8월 17일 오전 0시 저기압으로 약화되었다. 이 저기압은 8월 20일에 소멸하였다.

#### 제9호 허리케인 일리나
허리케인 일리나는 8월 12일 아프리카 서부 해상에 진입하고 8월 21일 동태평양 해역에 진입한 열대 파동으로부터 발생했다. 다음 날 파동축에 저기압이 발생했으나, 대류가 며칠 동안 발달되지 못했다. 8월 25일 드디어 발달된 순환 중심이 발생하였고, 8월 27일 낮 12시 열대저기압으로 지정되었다. 6시간 후 열대저기압은 열대폭풍 일리나(Ileana)로 발달하였다. 며칠 동안 일리나는 중층 기압마루의 남서쪽을 따라 습하고 시어가 낮으며 수온이 높은 지역으로 북서진했다. 이러한 조건들은 일리나가 발달하는 것을 허용하여 8월 30일 오전 0시 일리나는 허리케인으로 발달하였다. 이 때 허리케인은 계속 눈을 동반한 발달된 대류를 보임으로써 같은 날 오후 6시, 풍속 75 노트로 최성기를 맞이하였다. 그러나, 이것은 오래가지 않았다. 서북서쪽으로 방향을 틀면서 수온이 매우 낮은 지역에 들어섰기 때문이다. 8월 31일 오후 6시, 더 건조하고 안정한 환경에 진입하면서 내부 대류가 사라지기 시작하면서 열대폭풍으로 약화되었다. 열대폭풍 일리나는 서진하기 시작하였고 며칠 동안 이 방향으로 진행하면서 남동풍 시어의 영향으로 서서히 약화되었다. 9월 2일 오전 6시, 일리나는 열대저기압으로 약화되었다. 대류는 계속해서 사라졌고 9월 4일 낮 12시에 소멸하였다. 키가 작은 저기압이 된 일리나는 이후 서남서진, 그리고 남서진하였고 9월 6일 낮 12시에 완전히 소멸하였다.

#### 제10호 열대폭풍 존
열대폭풍 존의 발생 과정은 복잡했다. 8월 16일 아프리카 서부 해상에 진입한 열대파동은 허리케인 아이작의 발생에 기여하였다. 이어서 이 열대파동은 8월 26일 중앙아메리카를 통과하였고, 며칠 후 테우안테펙 만의 남쪽을 지났다. 계속해서 서진하던 열대 파동은 멕시코 남부 해상에서 남쪽으로 수 백 해리 떨어진 곳에 저기압을 동반한 늘어진 기압골을 발생시켰다. 8월 31일 오전, 이 기압골에서 저기압 순환이 발생한 가운데 다른 열대 파동이 이 순환에 접근하였다. 9월 1일, 두 번째 열대 파동과 연관이 있는 저중층 와도 최대 지역에서 아카풀코의 남동쪽에 새로운 열대 요란을 발생시켰다. ASCAT 데이터에 의하면 이 열대 요란이 저기압의 북동쪽을 따라 서북서진할 때 이미 폭풍 수준의 바람을 동반하고 있었다는 것이 확인되었다. 이 열대 요란이 9월 2일 오전 멕시코 남부 해안과 나란하게 이동하면서 저층 순환이 점차 발달하였다. 낮 12시가 되자 발달한 순환 중심이 발생하였고 이에 따라 열대 요란을 멕시코 만사니요 남서쪽 약 200해리 (370km) 부근 해상에 위치해 있을 때 열대폭풍 존으로 지정하였다. 활동하는 동안 존은 미국 중남부에 중심이 위치해 있는 중층 기압마루를 따라 느리게 북서진하였다. 발생 6시간 후 약간 발달해서 풍속 40 노트로 최성기를 맞이하였다. 9월 3일 오전 6시 직전, 존의 중심은 소코로 섬(Socorro Island) 바로 북쪽을 통과했다. 강한 동풍 시어는 존의 추가적인 발달을 막았고, 해수면 온도 감소와 건조하고 안정한 공기로 인해 약화되기 시작하였다. 활발한 대류는 소멸하였고, 9월 4일 낮 12시 저기압으로 약화되었다. 저기압은 속도를 늦추며 서북서진 또는 북서진을 하였고, 결국 9월 7일 바하칼리포르니아반도 서쪽에서 소멸하였다.

#### 제11호 열대폭풍 크리스티
크리스티를 발생시킨 열대 파동은 8월 31일 아프리카 서부 해상에 진입하였고, 9월 9일 동태평양 해역에 진입하자 대류가 증가했다. 9월 10일, 테우안테펙 만 남쪽을 지나면서 파동 축을 중심으로 열대 요란이 발생하였다. 9월 11일 오후 6시, 발달한 저기압이 발생하였고, 9월 12일 오전 6시에는 충분한 대류가 발생하여 제11호 열대저기압으로 지정되었다. 그 당시 열대저기압은 멕시코 만사니요 남남서쪽 약 150해리(280 km) 부근 해상에 위치하고 있었다. 활발한 대류는 세기와 범위가 커졌고, 6시간 후 열대폭풍 크리스티 (Kristy)로 발달하였다. 크리스티는 중층 기압마루의 남쪽을 따라 서북서-북서진하면서 서서히 발달하여 9월 14일 오전 6시 풍속 50노트로 최성기를 맞이하였다. 당시 구름 패턴이 비대칭적이어서, 낮은 수온과 북북서풍 시어로 금방 약해지기 시작했다. 9월 16일 오후 6시에는 대류가 거의 사라져 열대저기압으로 약화되었고, 9월 17일 오전 6시에 저기압으로 약화되었으며, 9월 19일 오후 6시 직후 멕시코 카보산루카스 서쪽 약 350해리 (650 km) 부근 해상에서 완전히 소멸하였다.

#### 제12호 허리케인 레인
레인을 발생시킨 열대 파동은 8월 26일 아프리카 서부 해상에 진입하였고 9월 6일 동태평양 해역에 진입하였다. 9월 8일 테우안테펙 만을 통과하면서 열대 요란이 발생하였다. 9월 12일, 멕시코 카보산루카스 남남서쪽 약 500해리 (925 km) 부근 해상에 위치한 이 열대 요란으로부터 약한 저기압이 발생하였다. 그러나 수 백 해리 동쪽으로 떨어진 열대폭풍 크리스티의 영향으로 크게 발달하지 못했다. 9월 15일, 크리스티가 약화하고 저기압에서 멀어지면서, 이 저기압에 순환 중심이 발생하고 대류가 활발해지면서 9월 15일 낮 12시, 카보산루카스 남서쪽 약 940해리 (1740 km) 부근 해상에서 제12호 열대저기압이 발생하였다. 좋은 주변 환경으로 6시간 후 열대폭풍 레인(Lane)으로 발달할 수 있었다. 9월 16일에도 서서히 발달하면서 북서-북북서쪽으로 방향을 틀었다. 9월 17일 약간 낮은 해수면 온도를 지나기 시작했지만 레인이 허리케인으로 발달하는 데에는 큰 문제가 없었다. 9월 18일 오전 0시, 카보산루카스 서남서쪽 약 1000해리 부근 해상에서 풍속 75노트로 최성기를 맞이하였다. 그 직후, 낮아지는 수온과 증가하는 남서풍 수직 시어에 의해 레인은 다시 열대폭풍으로 약화되었다. 활동하던 대류가 북동쪽으로 치우쳐지면서 더욱 더 약화되었다. 9월 19일 오전 6시 대류가 불충분하여 저기압으로 약화되었다. 9월 20일 오전 6시 직후, 저기압은 카보산루카스에서 서쪽으로 약 1300해리 떨어진 곳에서 소멸하였다.

#### 제13호 메이저 허리케인 미리암
9월 7일, 한 열대 파동이 아프리카 서부 해상에 진입하였고, 이 파동이 허리케인 나딘을 발생시켰고 이후 9월 16일 동태평양 해역에 진입하였다. 구름 패턴은 발달의 조짐을 이때부터 보이기 시작했고, 9월 22일 오전 0시 이 열대 요란으로부터 열대저기압이 발생하였다. 멕시코에 중심을 잡고 있는 아열대고기압의 남서쪽을 따라 서북서-북서진하였고 같은 날 낮 12시에 열대폭풍 미리암(Miriam)으로 발달하였다. 낮은 시어와 높은 수온의 도움을 받아 9월 24일 오전 0시 미리암은 허리케인으로 발달하였다. 이후 급격한 발달이 시작되었고, 12시간 후 멕시코 클라리온 섬(Clarion Island) 근처에 위치해 있을 때 최저 기압 959hPa, 풍속 105 kt의 3등급 메이저 허리케인으로서 최성기를 맞이하였다. 그 때가 되어서는 허리케인은 매우 촘촘하고 대칭적인 구름 구조와 핀홀 눈(pinhole eye)을 가지고 있었다. 급격한 발달 직후 낮은 수온의 해수면을 지나게 되면서 급격히 약화되어 9월 27일 오후 6시에 저기압으로 약화되었다. 저기압은 저층의 지향류를 따라 남진하면서 며칠 후 소멸하였다.

#### 제14호 열대폭풍 노르만
노르만을 발생시킨 열대 파동은 9월 12일 아프리카 서부 해상에 진입하였고 9월 22일 동태평양 해역에 진입하면서 파동 축 주변에 열대 요란이 발생하였다. 9월 25일, 열대 수렴대와의 상호 작용으로 큰 규모의 뇌우가 파동의 북쪽 부분에서 발생하였다. 9월 27일이 되자 이 열대 파동은 이미 폭풍 수준의 풍속을 가지고 있었으나, 그 당시 발달된 중심이 발견되지 않았다. 이 발달된 중심은 9월 28일 오전 6시에 발견되어 카보산루카스 남동쪽 약 100해리 (185km) 부근 해상에서 열대폭풍 노르만(Norman)으로 지정되었다. 그리고 그 때 최저 기압 997hPa, 풍속 45노트로 최성기를 맞이하였다. 발생 이후 서쪽의 중상층 저기압과 멕시코 만에 중심이 있는 중층 기압마루 사이에서 북진하였다. 이후 12~24시간 동안 캘리포니아만에서 북서진하기 시작하였고, 남서풍 시어와 육지와의 접촉으로 약화되기 시작하였다. 노르만은 열대저기압으로 약화되면서 9월 29일 오전 5시 멕시코 시날로아주 토폴로밤포(Topolobampo)에 상륙하였다. 같은 날 12시 열대저기압 노르만은 일반 저기압으로 약화하였다. 9월 30일 오전 6시 직후 로레토 (Loreto) 근처에서 소멸하였다.

#### 제15호 열대폭풍 올리비아
10월 초, 다가오는 매든-줄리안 진동과 동진하는 켈빈파의 동시 영향으로 열대 수렴대와 그 근처의 대류가 활성화되기 위한 대규모 환경이 조성되었다. 이것과 상층 기압골은 10월 3일에 서경 105도, 북위 12도~20도 사이에 표층 기압골을 생성시켰다. 이 표층 기압골은 서진하면서 다음 날 약화되었다. 그러나 기압골은 약화하기 전 서경 105~115도 주변에서 열대 수렴대가 북쪽으로 굽어지도록 유도했다. 10월 5일 이 굽어진 곳 안인 바하칼리포르니아반도의 남쪽 끝에서 남쪽으로 약 600해리 (1110 km) 떨어진 곳에 저기압이 발생하였고, 같은 날 활발한 대류가 저기압 중심 주변에 모여들었다. 결과적으로 저기압이 발달하였고, 10월 6일 낮 12시 바하칼리포르니아반도 남쪽 끝에서 남서쪽으로 약 745해리 (1380 km) 떨어진 곳에서 제15호 열대저기압으로 발달한 것으로 추정된다. 낮은 수직 시어의 환경 속에서 서진하면서 같은 날 열대폭풍 올리비아(Olivia)로 발달하였다. 10월 7일, 북동태평양상에 위치한 중상층 기압골이 올리비아 북쪽의 기압마루를 약화시켜 올리비아가 북진하게 만들었다. 그러면서 같은 날 풍속 50노트, 기압 997 hPa로 최성기를 맞이하였다. 10월 8일, 강한 남서풍 수직 시어가 올리비아 위에 발생하여 올리비아의 수직적 구조가 위아래로 분리되었다. 이 시어는 올리비아의 약화를 초래하였고, 이제 얕아진 올리비아는 남서진을 시작했다. 올리비아는 급격히 대류가 없는 저기압으로 약화하였고, 이후 서남서진하면서 10월 10일 소멸하였다.

#### 제16호 메이저 허리케인 폴
폴을 발생시킨 열대 파동은 9월 28일 아프리카 서부 해상에 진입하였고, 10월 3일 파동 축의 북쪽 끝이 열대폭풍 오스카로 발생하였다. 10월 10일 이후 동태평양 해역에 진입하면서 뇌우가 발달하였다. 대류는 10월 13일까지 많이 형성되어 있었고, 같은 시각에 저층 순환 중심이 발생하여 낮 12시 카보산루카스 남남서쪽 약 560해리(1035 km) 부근 해상에 이 열대 요란으로부터 제16호 열대저기압이 발생하였다. 6시간 후 열대폭풍 폴(Paul)로 발달하였다.
아열대 기압마루의 남서쪽에 위치했던 폴은 열대폭풍으로 발달한 직후 서진하였으나 바하 반도 서쪽에 위치한 중상층 저기압에 의해 발생한 기압마루의 틈에 도달하면서 10월 15일 오전 0시가 되어서는 이동 속도가 느려지고 북진하고 있었다. 같은 시간, 폴은 급격히 발달하기 시작하여 6시간 후 허리케인으로 발달하였다. 허리케인 폴은 남서쪽의 흐름에 영향을 받아 북북동진하기 시작하여 이동 속도를 높였다. 또한 폴의 눈은 클라리온 섬의 동쪽을 지나며 오후 6시 최대 풍속 105 노트로 메이저 허리케인으로서의 최성기를 맞이하였다. 메이저 허리케인 폴은 약간 약화되었지만 남남서풍 수직 시어가 상당히 강해진 10월 16일 오전 6시까지는 메이저 허리케인 세기를유지하였다. 한편 이 시어에 의해 바하 반도에 도달하던 폴은 급격히 약화되었고, 북진하다가 중상층 저기압과 상호작용하면서 순환 중심이 하룻동안 바하칼리포르니아수르주 해안에 평행하게 진행했다. 10월 17일 오전 0시 카보산라짜로(Cabo San Lazaro) 북서쪽에서 열대폭풍으로 약화되었고 활발한 대류가 급격히 사라지면서 곧 폭풍 수준의 풍속을 동반한 저기압으로 약화되었다. 저기압 폴의 순환은 점차 약화되면서 북서진을 시작하였고 해안선을 스치면서 같은 날 오후 4시 35노트의 풍속으로 바하칼리포르니아수르 주 바이아 아순시온(Bahía Asunción)에 상륙하였다. 10월 18일 오전 0시 직후 푼타 에우헤니아(Punta Eugenia) 북서쪽 약 60해리 (110 km) 부근 육상에서 소멸하였다.

#### 제17호 열대폭풍 로사
동태평양 상의 매든-줄리안 진동의 이동이 열대 수렴대에 틈을 만들었고, 이는 10월 25일 세 개의 소용돌이를 발생시켰다. 며칠이 지나면서 세 개 중 서경 105도에 위치한 소용돌이가 가장 발달하면서 나머지 두 소용돌이를 소멸시켰다. 중상층 고기압 아래 위치한 이 열대 요란은 서북서진하였지만 저중층 건조공기가 풍부해서 발달 속도가 느렸다. 10월 29일 밤이 되자 발달한 표층 저기압이 발생했으나 북서쪽으로 멀리 떨어진 기압골에 의해 발생한 서풍 시어로 인해 활발한 대류가 중심으로부터 멀리 떨어져 있었고 조직화되어 있지 않았다. 10월 30일 오전 저층 중심 가까이에 대류가 발생하였고, 결국 바하칼리포르니아반도 남남서쪽 약 610해리 (1130 km) 부근 해상에 제17호 열대저기압이 발생하였다. 이 열대저기압은 6시간 후 열대폭풍 로사(Rosa)로 발달하였다. 로사는 중간 정도의 서풍 시어에도 불구하고 발달하여 10월 31일 오전 풍속 45 노트로 최성기를 맞이하였다. 로사는 이후 느리게 남서진하였고, 11월 1일에는 이동 방향을 남남서쪽으로 틀었다. 로사는 강한 시어 지역을 벗어나면서 세력을 유지했지만, 11월 2일 캘리포니아주 남부와 동태평양을 빠르게 통과하는 쇼트웨이브(shortwave)에 의해 다시 시어가 강해졌다. 중심의 동쪽에 활발한 대류가 종종 발생했으나, 그 날 저녁에 로사는 약화되기 시작하였다. 열대폭풍 로사는 시어가 더욱 강해지면서 약간 빠른 속도로 서진하였고, 이 시어가 좁은 지역의 활발한 대류가 저층 순환 중심에서 완전히 분리되게 만들었다. 이에 로사는 11월 3일 낮 12시 열대저기압으로 약화되었고, 6시간 후 저기압으로 약화되었으며, 11월 5일 오전 완전히 소멸하였다.

### 중태평양 (CPHC)
중태평양에서는 열대 저기압이 발생하지 않았다.

## 같이 보기
- 2012년 북대서양 허리케인
- 2012년 태풍
- 2012년 북인도양 사이클론
- 남대서양 열대 저기압